# Sclerosaurus
Sclerosaurus armatus
Sous-famille
Genre
Synonymes
- Aristodemus Seeley 1895,
- Aristodesmus Seeley 1895

Espèce
Synonymes
- Aristodesmus ruetimeyeri Wiedersheim 1878,
- Labyrinthodon ruetimeyeri Wiedersheim 1878

Sclerosaurus est un genre fossile de parareptile procolophonidé du Trias moyen (daté entre environ -235 Ma à −245 Ma) ayant vécu en Allemagne et en Suisse. Selon Paleobiology Database en 2022, ce genre est resté monotypique et la seule espèce référencée est Sclerosaurus armatus.

## Description
Les classifications traditionnelles, par exemple celle de Robert L. Carroll en 1988, ont classé Sclerosaurus parmi les procolophonidae, mais certaines études phylogénétiques ont montré qu’il était un proche parent des Pareiasauria et formaient, avec ce groupe, le clade Paréiasauroidea. Des analyses phylogénétiques plus récentes ont permis de situer Sclerosaurus dans Procolophonidae, comme suggéré à l'origine, et d'appuyer son renvoi aux Leptopleuroninae. Sclerosaurus est le plus étroitement apparenté à Scoloparia glyphanodon de la Nouvelle-Écosse, Canada qui forment ensemble la tribu des Sclerosaurini au sein des Leptopleuroninae.
Une seule espèce est connue, Sclerosaurus armatus. Il était assez petit, environ 30 cm de long, et se distingue des autres parareptiles connus par la présence, sur la tête, de pointes latérales qui sont en fait des dents de la mâchoire supérieure, et par une étroite armure dorsale comprenant deux ou trois rangées d'ostéodermes sur de chaque côté de la ligne médiane.